# نونو كويلو
نونو كويلو (بالبرتغالية: Nuno Miguel Prata Coelho‏) هو لاعب كرة قدم برتغالي، ولد في 23 نوفمبر 1987 في كوفيليا في البرتغال. شارك مع منتخب البرتغال تحت 20 سنة لكرة القدم ومنتخب البرتغال تحت 21 سنة لكرة القدم. أما مع النوادي، فقد لعب مع أريس تسالونيكي وأونياو ليريا ونادي أروكا ونادي أكاديميكا كويمبرا ونادي بنفيكا ونادي بورتو ونادي بيرا مار.

## وصلات خارجية
- نونو كويلو على موقع الاتحاد الدولي (مؤرشف)  (الإنجليزية)
- نونو كويلو على موقع قاعدة بيانات كرة القدم.إي يو (الإنجليزية)
- نونو كويلو على موقع Soccerway.com (الإنجليزية)
- نونو كويلو على موقع AS.com (الإسبانية)